# Philodromus generalii
Philodromus generalii är en spindelart som beskrevs av Giovanni Canestrini 1868. Philodromus generalii ingår i släktet Philodromus och familjen snabblöparspindlar.
Artens utbredningsområde är Italien. Inga underarter finns listade i Catalogue of Life.